# برادلتس
برادلتس (به چکی: Bradlec) یک منطقهٔ مسکونی در جمهوری چک است که در ناحیه ملادا بولسلاو واقع شده‌است.